# 新胡蒂斯卡
50°10′19″N 26°26′39″E / 50.17194°N 26.44417°E
新胡蒂斯卡（羅馬化：Nova Hutyska）是烏克蘭西部的村莊，隸屬赫梅利尼茨基州的舍佩蒂夫卡區。該村處於胡蒂斯卡河畔，始建於1729年，面積0.437平方公里，海拔高度246米，2001年人口75。